# Sportwagen-Europameisterschaft
Die Sportwagen-Europameisterschaft war eine von der FIA von 1970 mit Unterbrechungen bis 1983 ausgetragene Rennserie für Sportwagen.

## Geschichte

### 2-Liter-Sportwagen-Europameisterschaft (1970–1975)

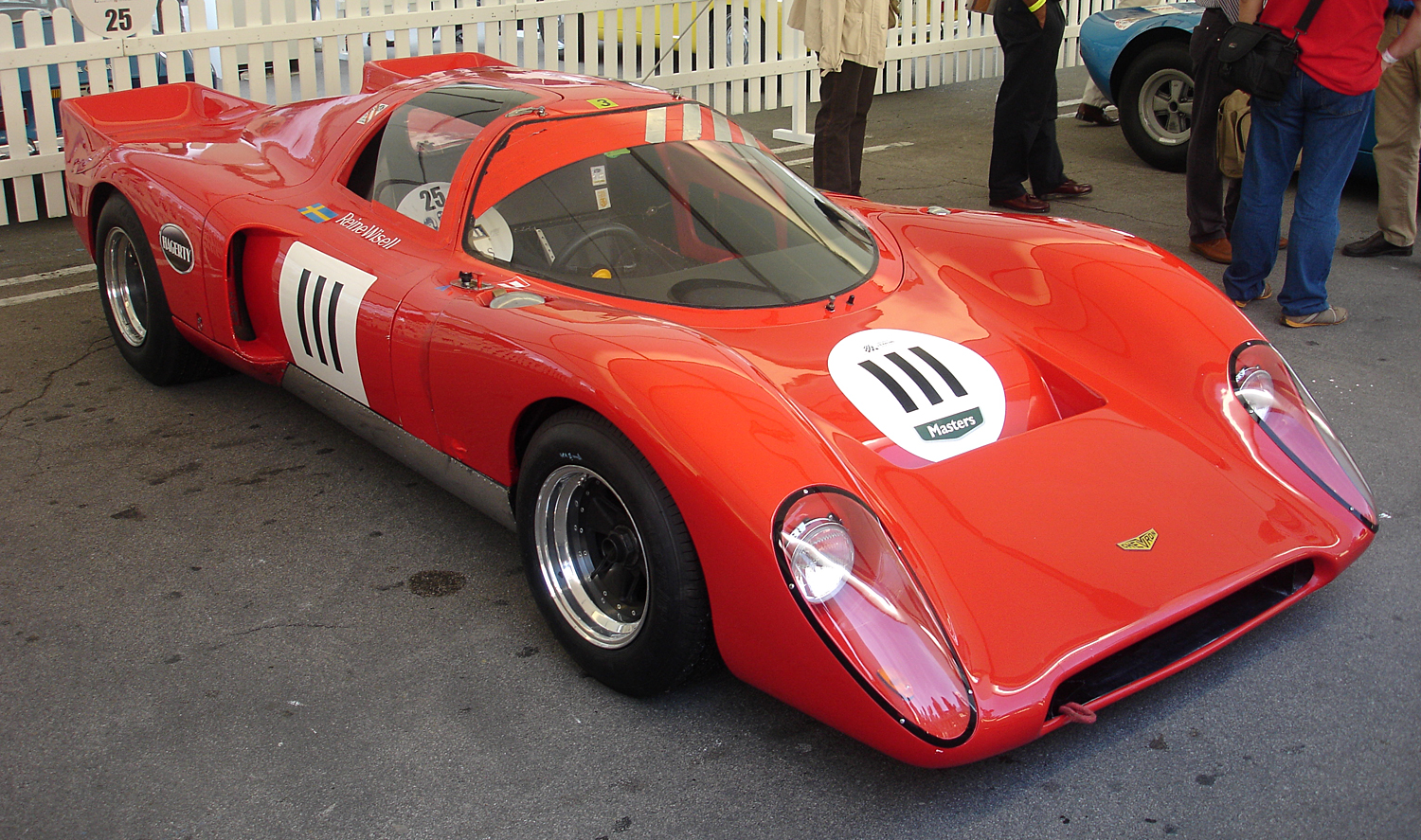
Der Chevron B16 wurde oft in der Sportwagen-Europameisterschaft eingesetzt.

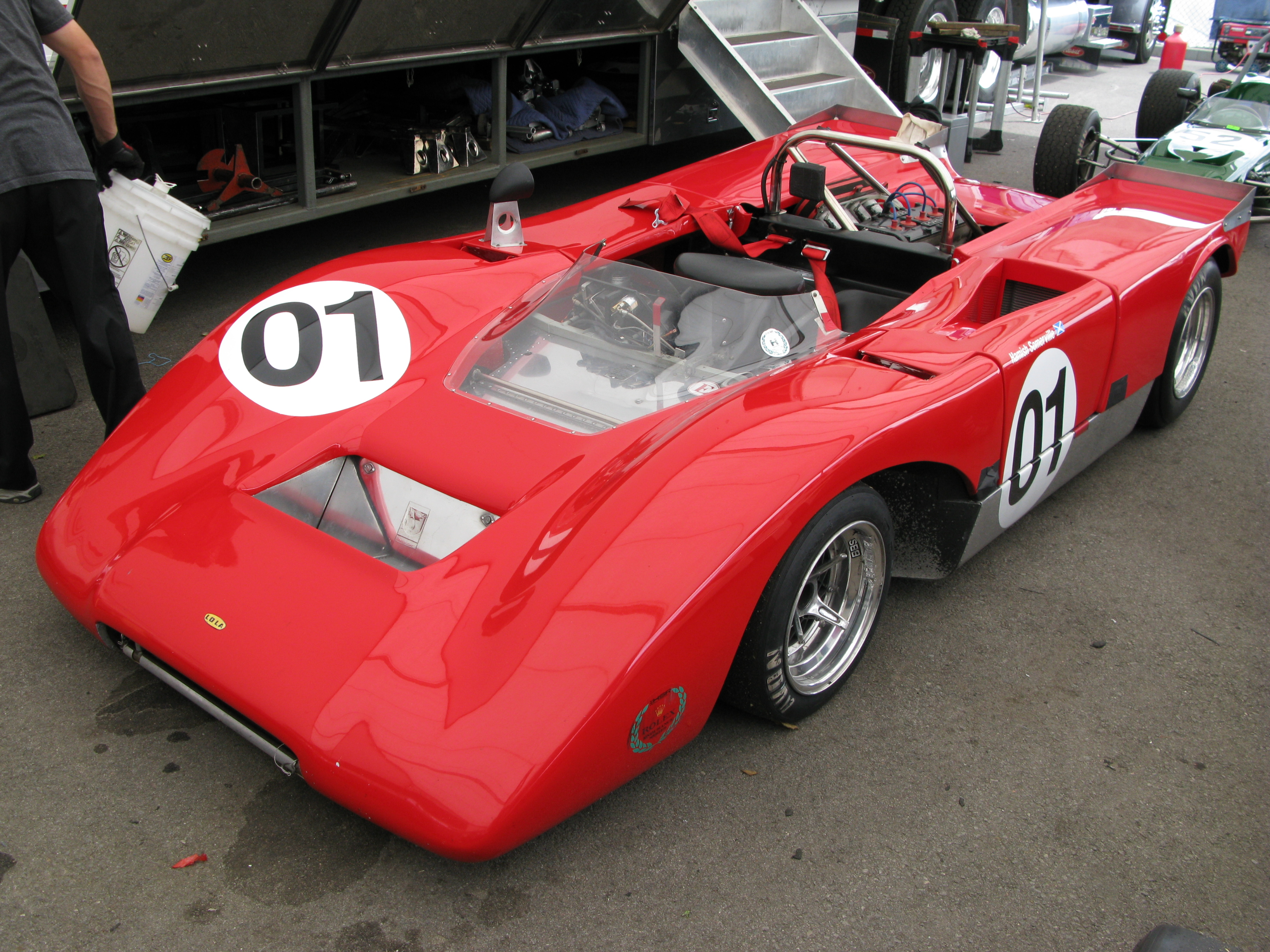
Mit einem Lola T212 wurde Helmut Marko 1971 Europameister.

1970 gründete die FIA die 2-Liter-Sportwagen-Europameisterschaft als eigenständige Rennserie neben der Sportwagen-Weltmeisterschaft. In dieser Meisterschaft waren nur Sportwagen und Sportwagen-Prototypen mit einem Hubraum von maximal zwei Litern zugelassen.
Zu den dort vertretenen Fahrzeugherstellern gehörten Chevron, Lola, Abarth, Renault Alpine und Porsche, die von Privatteams eingesetzt wurden.
In den Meisterschaften, die von 1970 bis 1974 ausgetragen wurden, gab es eine Konstrukteurs- und Fahrerwertung.
1975 wurde die Rennserie nach zwei Rennen in Brand Hatch und Hockenheim abgebrochen. In den folgenden zwei Jahren starteten viele der 2-Liter-Sportwagen in der Gruppe 6 der Sportwagen-Weltmeisterschaft, die von Porsche mit seinen 3-Liter-Prototypen dominiert wurde.

### Sportwagen-Europameisterschaft (1978)
1978 wurde die Rennserie als Sportwagen-Europameisterschaft als Ersatz für die abgesagte Gruppe 6-Markenweltmeisterschaft neu aufgesetzt. Es wurde bei der Fahrerwertung in zwei Klassen getrennt gewertet. In der 1. Klasse starteten Fahrzeuge mit mehr als zwei Litern Hubraum. In der 2. Klasse fuhren alle Fahrzeuge mit einem Hubraum von bis zu zwei Litern. Ein Konstrukteurstitel wurde nicht mehr vergeben.
Nach einer Renn-Saison endete die Rennserie wieder, da in der Sportwagen-Weltmeisterschaft die Gruppe 6-Rennwagen von 1979 bis 1982 wieder teilnehmen durften.

### Langstrecken-Europameisterschaft (1983)
1983 änderte die FIA grundlegend das Reglement für die Langstrecken-Meisterschaften in denen nur noch Rennwagen der Gruppen C und B zugelassen waren. Die Sportwagen-Europameisterschaft wurde als Langstrecken-Europameisterschaft parallel neben der Sportwagen-Weltmeisterschaft ausgetragen und die in Europa durchgeführten Läufe wurden in beiden Meisterschaften gewertet.
Im folgenden Jahr wurde die Rennserie nicht mehr weitergeführt und endgültig eingestellt.

## Meister
| 2-Liter-Sportwagen-Europameisterschaft | 2-Liter-Sportwagen-Europameisterschaft | 2-Liter-Sportwagen-Europameisterschaft | 2-Liter-Sportwagen-Europameisterschaft |
| Jahr                                   | Konstrukteurstitel                     | Fahrertitel                            | Fahrzeug                               |
| -------------------------------------- | -------------------------------------- | -------------------------------------- | -------------------------------------- |
| 1970                                   | Chevron                                | Jo Bonnier                             | Lola T210                              |
| 1971                                   | Lola                                   | Helmut Marko                           | Lola T212/Lola T210                    |
| 1972                                   | Abarth-Osella                          | Arturo Merzario                        | Abarth Osella SE-021                   |
| 1973                                   | Lola                                   | Chris Craft                            | Lola T292                              |
| 1974                                   | Renault Alpine                         | Alain Serpaggi                         | Renault-Alpine A441                    |
| 1975                                   | Meisterschaft abgebrochen              | Meisterschaft abgebrochen              | Meisterschaft abgebrochen              |
| Sportwagen-Europameisterschaft         |                                        |                                        |                                        |
| Jahr                                   | Fahrertitel                            | Fahrertitel                            | Fahrzeug                               |
| 1978                                   | Klasse 1: Reinhold Joest               | Klasse 1: Reinhold Joest               | Porsche 908/03 Turbo                   |
| 1978                                   | Klasse 2: Carlo Franchi („Gimax“)      | Klasse 2: Carlo Franchi („Gimax“)      | Osella PA6                             |
| Langstrecken-Europameisterschaft       |                                        |                                        |                                        |
| Jahr                                   | Fahrertitel                            | Fahrertitel                            | Fahrzeug                               |
| 1983                                   | Bob Wollek                             | Bob Wollek                             | Porsche 956                            |